# TOKYO (SADSの曲)
『TOKYO』は、日本のロックバンド、SADSの1stシングル。1999年7月7日に発売された。

## 概要
- 3曲とも一発録りでレコーディングされた。
- 初回生産分のみステッカー、葉書同封。応募すると、抽選でLiveまたはVideoGIGに招待。
- 本作、「SANDY」、VIDEO『FILM COLLECTOR』の3作品購入者は、抽選で1stTOURのバックステージに招待された (Live終演後、チケット番号で発表しバックステージに招待)。
- 「TOKYO」はアルバム『SAD BLOOD ROCK'N'ROLL』『GREATEST HITS 〜BEST OF 5 YEARS〜』にAlbum Versionが収録されている。
- 「TRIPPER」は『SAD BLOOD ROCK'N'ROLL』にAlbum Versionが収録されている。
- 「CRACKER'S BABY」は『BABYLON』にnew takeが収録され、TOUR 2010 『VENOM』で配布されたCD「L/C」、会場限定発売のアルバム『erosion』に、更に再録されたバージョンが収録されている。
- 売上枚数は29万枚。

## 収録曲
| 全作詞・作曲: 清春。 |                    |      |            |                 |      |
| #                    | タイトル           | 作詞 | 作曲・編曲 | 編曲            | 時間 |
| 1.                   | 「TOKYO」          | 清春 | 清春       | SADS & 土方隆行 | 5:14 |
| 2.                   | 「TRIPPER」        | 清春 | 清春       | SADS & 土方隆行 | 2:36 |
| 3.                   | 「CRACKER'S BABY」 | 清春 | 清春       | SADS            | 1:56 |